# 奥德韦
奥德韦（英語：Ordway），是美国科罗拉多州克罗利县下属的一座城市，也是克羅利縣的縣治。建市于1900年9月4日，面积大约为0.771平方英里（1.998平方公里）。根据2010年美国人口普查，该市有人口1,080人。2011年估计该市有人口1,088人，相比2010年人口增长率为0.74%。同时，论人口该市是科罗拉多州第138大城市。